# Bellaire (Ohio)
Bellaire es una villa ubicada en el condado de Belmont en el estado estadounidense de Ohio. En el Censo de 2010 tenía una población de 4278 habitantes y una densidad poblacional de 985,53 personas por km².

## Geografía
Bellaire se encuentra ubicada en las coordenadas 40°0′59″N 80°44′50″O / 40.01639, -80.74722. Según la Oficina del Censo de los Estados Unidos, Bellaire tiene una superficie total de 4.34 km², de la cual 4.27 km² corresponden a tierra firme y (1.55%) 0.07 km² es agua.

## Demografía
Según el censo de 2010, había 4278 personas residiendo en Bellaire. La densidad de población era de 985,53 hab./km². De los 4278 habitantes, Bellaire estaba compuesto por el 91.87% blancos, el 5.49% eran afroamericanos, el 0.26% eran amerindios, el 0.21% eran asiáticos, el 0% eran isleños del Pacífico, el 0% eran de otras razas y el 2.17% pertenecían a dos o más razas. Del total de la población el 0.79% eran hispanos o latinos de cualquier raza.